# エイズ・メアリー
エイズ・メアリー（英: AIDs Mary）とは都市伝説の一種である。

## 概要
観光等である国を訪れた男性が行きずりの現地女性と一夜を共にする。翌朝起きてみると女性はいなくなっていた。身づくろいをしようと洗面台に向かうと鏡に「エイズの世界にようこそ (Welcome to the world of AIDS) 」と大きく口紅で書かれている、というのが基本的な筋である。舞台は日本国外であることが多いが、日本国内とされることもある（日本での名称はルージュの伝言）。
エイズ・ハリーと呼ばれる、この都市伝説の男性版も存在する。こちらの話では、一夜を共にした男性から「帰りの飛行機の中で開けてくれ」と言われて渡されたプレゼントの箱を女性が飛行機の中で開けると、上記のメッセージと棺桶型のブローチが入っていた、となっている。
イギリス、オーストラリア、カナダ、アメリカの各州、スウェーデン、ドイツ、バーレーン等の国々では、エイズウイルス感染者であると自覚しながら相手にそれを明かさず感染予防をしない性行為をした人間を性犯罪者として取り締まっている。
エイズ関連の都市伝説には「同性愛者に襲われた人が「僕はエイズだ（I am AIDS）」と言って逃れようとすると相手が「俺もだ（Me too）」と返してきた」というものがある。

## 由来
エイズ・メアリーという名称は、メアリー・マローンの事件が由来となっている。